# Hrvatski nacionalni parkovi i parkovi prirode

## Hrvatski nacionalni parkovi
Nacionalni park je definiran člankom 11. Zakona o zaštiti prirode kao: "... prostrano, pretežno neizmijenjeno područje kopna i/ili mora iznimnih i višestrukih prirodnih vrijednosti, obuhvaća jedan ili više sačuvanih ili neznatno izmijenjenih ekoloških sustava, a prvenstveno je namijenjen očuvanju izvornih prirodnih vrijednosti."
U Hrvatskoj danas ima 8 nacionalnih parkova, i to su:
1. Brijuni
2. Kornati
3. Krka
4. Mljet
5. Paklenica
6. Plitvička jezera
7. Risnjak
8. Sjeverni Velebit

## Hrvatski parkovi prirode
Park prirode je prostorno prirodno ili dijelom kultivirano područje kopna i/ili mora s ekološkim obilježjima međunarodne ili nacionalne važnosti, s naglašenim krajobraznim, odgojno-obrazovnim, kulturno-povijesnim i turističko-rekreacijskim vrijednostima.
Parkovi prirode u Republici Hrvatskoj su:
- Park prirode Biokovo
- Park prirode Dinara
- Park prirode Kopački rit
- Park prirode Lonjsko polje
- Park prirode Medvednica
- Park prirode Papuk
- Park prirode Telašćica
- Park prirode Velebit
- Park prirode Vransko jezero
- Park prirode Učka
- Park prirode Žumberak – Samoborsko gorje
- Park prirode Lastovsko otočje

## Vanjske poveznice

### Nacionalni parkovi
1. Nacionalni park Brijuni
2. Nacionalni park Kornati
3. Nacionalni park Krka
4. Nacionalni park Mljet
5. Nacionalni park Paklenica
6. Nacionalni park Plitvička jezera
7. Nacionalni park Risnjak
8. Nacionalni park Sjeverni Velebit

### Parkovi prirode
- Park prirode Biokovo
- Park prirode Kopački rit
- Park prirode Lastovsko otočje
- Park prirode Lonjsko polje
- Park prirode Medvednica  Arhivirana inačica izvorne stranice od 19. lipnja 2010. (Wayback Machine)
- Park prirode Papuk (2006. ga se predložilo za UNESCO-ov geopark)
- Park prirode Telašćica
- Park prirode Velebit
- Park prirode Vransko jezero  Arhivirana inačica izvorne stranice od 5. studenoga 2006. (Wayback Machine)
- Park prirode Učka
- Park prirode Žumberak – Samoborsko gorje

### Ostalo
- Government of the Republic of Croatia - Nature  Arhivirana inačica izvorne stranice od 5. prosinca 2013. (Wayback Machine) (engleski)